# Laholms samrealskola
Laholms samrealskola var en realskola i Laholm verksam från 1909 till 1969.

## Historia
Skolan föregicks av en privat samskola som startade 1909, Laholms privata samskola. Denna ombildades 1915 till en kommunal mellanskola. 
Denna ombildades från 1930 successivt till Laholms samrealskola. 
Realexamen gavs från 1918 till 1969.
Fram till 1 juli 1891 fanns det en pedagogi, Laholms pedagogi i staden.